# Futsal-Afrikameisterschaft der Frauen 2025
Die 1. Futsal-Afrikameisterschaft der Frauen (englisch 2025 Women’s Futsal Africa Cup of Nations) fand vom 22. bis 30. April 2025 in der marokkanischen Hauptstadt Rabat statt. Das Turnier wurde von der Confédération Africaine de Football (CAF) organisiert.
Das Turnier gilt als Qualifikation für die Futsal-Weltmeisterschaft der Frauen 2025, an der die beiden Finalisten der Afrikameisterschaft teilnehmen sollen.
Gastgeber Marokko und Tansania sicherten mit dem Einzug ins Finale die Teilnahme an der Futsal-Weltmeisterschaft der Frauen 2025 in den Philippinen.

## Gastgeber
Nachdem im Oktober 2023 die Futsal-Weltmeisterschaft der Frauen ins Leben gerufen wurde, entschied sich die CAF ein Qualifikationsturnier für Afrika auszurichten. Neben Marokko bewarb sich auch Ägypten um die Ausrichtung. Marokko wurde am 26. Januar 2024 als Gastgeber bekanntgegeben.

## Teilnehmer
Neun Länderauswahlen sollen an der Futsal-Afrikameisterschaft der Frauen teilnehmen.
- Ägypten
- Angola
- Guinea
- Kamerun
- Madagaskar
- Marokko (Gastgeber)
- Namibia
- Senegal
- Tansania

## Modus
Gespielt wird in drei Vorrundengruppen zu je drei Mannschaften. Die Gruppensieger sowie der beste Gruppenzweite ziehen ins Halbfinale ein, die Sieger ins Finale. Ein Spiel um Platz 3 der unterlegenen Halbfinalisten sowie Platzierungsspiele um die weiteren Ränge sind vorgesehen.

## Gruppenphase
Die Auslosung der Gruppenphase fand am 13. Februar 2025 statt.

### Gruppe A
| Pl. | Land    | Sp. | S | U | N | Tore    | Diff. | Punkte |
| --- | ------- | --- | - | - | - | ------- | ----- | ------ |
| 1.  | Marokko | 2   | 2 | 0 | 0 | 015:200 | +13   | 06     |
| 2.  | Kamerun | 2   | 1 | 0 | 1 | 007:120 | −5    | 03     |
| 3.  | Namibia | 2   | 0 | 0 | 2 | 006:140 | −8    | 0      |

| 22. April 2025, 20 Uhr im Salle Prince Moulay Abdellah |   |         |           |
| Marokko                                                | – | Namibia | 8:1 (6:1) |
| 24. April 2025, 20 Uhr im Salle Prince Moulay Abdellah |   |         |           |
| Marokko                                                | – | Kamerun | 7:1 (4:1) |
| 26. April 2025, 20 Uhr im Salle Prince Moulay Abdellah |   |         |           |
| Kamerun                                                | – | Namibia | 6:5 (5:3) |

### Gruppe B
| Pl. | Land    | Sp. | S | U | N | Tore    | Diff. | Punkte |
| --- | ------- | --- | - | - | - | ------- | ----- | ------ |
| 1.  | Angola  | 2   | 2 | 0 | 0 | 008:300 | +5    | 06     |
| 2.  | Ägypten | 2   | 0 | 1 | 1 | 004:600 | −2    | 01     |
| 3.  | Guinea  | 2   | 0 | 1 | 1 | 005:800 | −3    | 01     |

| 22. April 2025, 14 Uhr im Salle Prince Moulay Abdellah |   |         |           |
| Angola                                                 | – | Guinea  | 5:2 (–:–) |
| 24. April 2025, 14 Uhr im Salle Prince Moulay Abdellah |   |         |           |
| Angola                                                 | – | Ägypten | 3:1 (–:–) |
| 26. April 2025, 14 Uhr im Salle Prince Moulay Abdellah |   |         |           |
| Ägypten                                                | – | Guinea  | 3:3 (–:–) |

### Gruppe C
| Pl. | Land       | Sp. | S | U | N | Tore    | Diff. | Punkte |
| --- | ---------- | --- | - | - | - | ------- | ----- | ------ |
| 1.  | Tansania   | 2   | 1 | 1 | 0 | 007:500 | +2    | 04     |
| 2.  | Madagaskar | 2   | 0 | 2 | 0 | 009:900 | ±0    | 02     |
| 3.  | Senegal    | 2   | 0 | 0 | 2 | 006:800 | −2    | 0      |

| 22. April 2025, 17 Uhr im Salle Prince Moulay Abdellah |   |          |           |
| Madagaskar                                             | – | Senegal  | 5:5 (–:–) |
| 24. April 2025, 17 Uhr im Salle Prince Moulay Abdellah |   |          |           |
| Madagaskar                                             | – | Tansania | 4:4 (–:–) |
| 26. April 2025, 17 Uhr im Salle Prince Moulay Abdellah |   |          |           |
| Tansania                                               | – | Senegal  | 3:1 (–:–) |

## Finalrunde

### Halbfinale
|                                                |   |         |           |
| 28. April 2025 im Salle Prince Moulay Abdellah |   |         |           |
| Angola                                         | – | Marokko | 1:5 (-:-) |
| 28. April 2025 im Salle Prince Moulay Abdellah |   |         |           |
| Tansania                                       | – | Kamerun | 3:2 (-:-) |

### Spiel um Platz 7
|                                                |   |        |     |
| 29. April 2025 im Salle Prince Moulay Abdellah |   |        |     |
| Senegal                                        | – | Guinea | 8:1 |

### Spiel um Platz 5
|                                                |   |         |     |
| 29. April 2025 im Salle Prince Moulay Abdellah |   |         |     |
| Madagaskar                                     | – | Ägypten | 2:4 |

### Spiel um Platz 3
|                                                |   |        |     |
| 30. April 2025 im Salle Prince Moulay Abdellah |   |        |     |
| Kamerun                                        | – | Angola | 4:1 |

### Finale
| Marokko                                                | Marokko                                                                                       | Tansania                                                                                      | Tansania |
| ------------------------------------------------------ | --------------------------------------------------------------------------------------------- | --------------------------------------------------------------------------------------------- | -------- |
| Marokko                                                | \| Finale \| \| 30. April 2025 in Rabat (Salle Prince Moulay Abdellah) \| \| Ergebnis: 3:2 \| | \| Finale \| \| 30. April 2025 in Rabat (Salle Prince Moulay Abdellah) \| \| Ergebnis: 3:2 \| | Tansania |
| Finale                                                 |                                                                                               |                                                                                               |          |
| 30. April 2025 in Rabat (Salle Prince Moulay Abdellah) |                                                                                               |                                                                                               |          |
| Ergebnis: 3:2                                          |                                                                                               |                                                                                               |          |